# Gnomulus monticola
Espèce
Gnomulus monticola est une espèce d'opilions laniatores de la famille des Sandokanidae.

## Distribution
Cette espèce est endémique du Pahang en Malaisie. Elle se rencontre vers Tanah Rata.

## Description
Le mâle holotype mesure 3,38 mm et la femelle paratype 3,60 mm, les mâles mesurent de 3,31 à 3,38 mm et les femelles de 3,39 à 3,75 mm.

## Systématique et taxinomie
Cette espèce a été décrite par Schwendinger et Martens en 2002.

## Publication originale
- Schwendinger & Martens, 2002 : « A taxonomic revision of the family Oncopodidae III. Further new species of Gnomulus Thorell (Opiliones, Laniatores). » Revue Suisse de Zoologie, vol. 109, no 1, p. 47–113 (texte intégral).